# Edward Dean Adams
Edward Dean Adams (9 de abril de 1846 - 20 de mayo de 1931) fue un empresario, banquero y líder de opinión estadounidense, además de un gran aficionado a la numismática. Fue presidente  de la compañía explotadora del Salto Hidroeléctrico del Niágara, responsable de la construcción de la primera gran central hidroeléctrica en los Estados Unidos, inaugurada en 1882. La enorme sala de turbinas de la central lleva su nombre. Su carrera empresarial se caracterizó por sus «destacados éxitos en reorganizaciones corporativas». Apareció en la cubierta de la revista TIME Magazine el 27 de mayo de 1929.
También tuvo amplios intereses culturales, incluyendo la numismática.

## Asociación con el Museo Metropolitano de Arte
Adams fue consejero del Museo Metropolitano de Arte de Nueva York durante casi 40 años, colaborando en distintos puestos. Fue tesorero y miembro del comité especial para la adquisición de moldes y reproducciones; presidente del comité de finanzas (1905-1920), y miembro de varios comités dedicados a gestionar el museo.
También realizó numerosas donaciones al Museo, incluyendo una colección de reproducciones de los bronces de Herculano, conservados en el Museo Arqueológico Nacional de Nápoles; una colección de fotografías de arquitectura y de ornamentos del Renacimiento, esculturas renacentistas y barrocas, medallas y muchas otras piezas. Fue elegido Benefactor del Museo en 1909.

## Intereses numismáticos
Miembro activo de la Sociedad Numismática Estadounidense, perteneció al consejo de la institución y participó en la preparación de diversas publicaciones para dar a conocer los fondos de la Sociedad. Donó una colección de medallas japonesas al Museo Metropolitano de Arte en 1906.

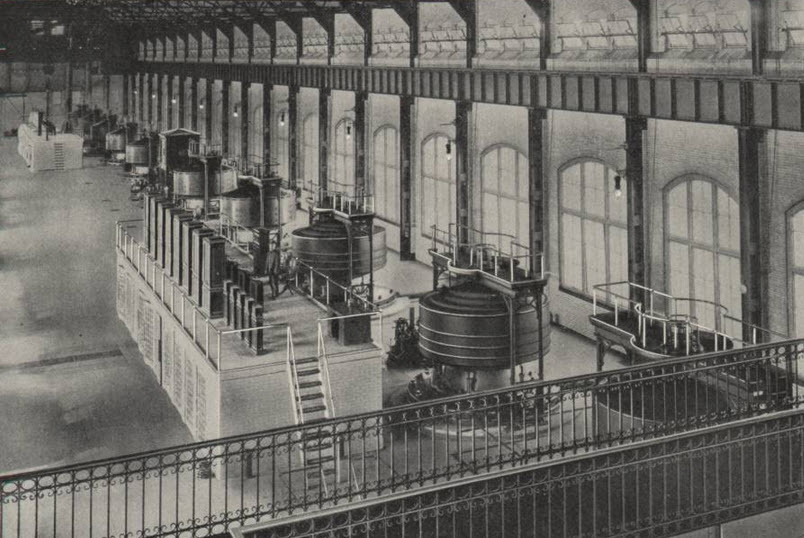
El interior de la Sala de Turbinas Adams en la Central Hidroeléctrica del Niágara